# Walther von Miquel
Pour les articles homonymes, voir Miquel.
Walther Philipp Franz von (depuis 1897) Miquel (né le 28 avril 1869 à Osnabrück et mort le 26 novembre 1945 à Schwanenbeck) est un avocat administratif allemand et président du district d'Oppeln.

## Biographie
Walther von Miquel est le fils de l'ancien maire d'Osnabrück et plus tard ministre prussien des Finances Johannes Miquel (anobli en 1897). Après l'école, il étudie le droit à l'Université Georges-Auguste de Göttingen, où il devient membre du Corps Hannovera en 1889. En tant qu'avocat administratif, il devient administrateur de l'arrondissement d'Havelland-de-l'Ouest à Rathenow en 1900 et à partir de 1909 administrateur de l'arrondissement de Sarrebruck. En 1916, il est nommé chef de la police de Breslau et en 1917 président du district d'Oppeln. Déjà pendant la Première Guerre mondiale, en juillet 1918, les premiers troubles civils et grèves dans les mines éclatent à Oppeln. Dans le cadre d'une seule grève, Walther von Miquel émet près de 2 000 ordonnances pénales contre des mineurs en grève dans la mine de Giesche (de). En 1921, il prend sa retraite du service gouvernemental. Il est vice-président de l'Association de livraison des terres de Basse-Silésie et président de l'Association des propriétaires fonciers du Reich. Il passe sa retraite dans le domaine de Kollm (de), qu'il a acquis par alliance, près de Sproitz en Haute-Lusace, où il est emmené par les Russes en 1945 et meurt en détention
Walther von Miquel se marie le 9 octobre 1917 avec Alice baronne von Rüxleben (de), née comtesse von Reichenbach. Avec elle, il a deux filles.